# Okzitanien (Verwaltungsregion)
Okzitanien (französisch Occitanie, okzitanisch Occitània [utsiˈtanjɔ], katalanisch Occitània [uksiˈtanjə]) ist eine französische Region, die am 1. Januar 2016 durch den Zusammenschluss der bisherigen Regionen Languedoc-Roussillon und Midi-Pyrénées entstand. Der Name stellt einen Bezug zur historischen Region Okzitanien her, die als traditionelles Sprachgebiet der okzitanischen Sprache über die Grenzen der heutigen Verwaltungsregion hinausragt. Darüber hinaus leben im Süden auch Angehörige der katalanischen Volksgruppe.

## Namensfindung
Bei einer – unverbindlichen – Volksbefragung vom 9. Mai bis 10. Juni 2016 setzte sich mit großem Abstand der Regionsname Occitanie durch, auf den 44,9 Prozent der abgegebenen Stimmen entfielen. Abgeschlagen auf den zweiten Platz kam mit 17,9 Prozent der Vorschlag Languedoc-Pyrénées und auf Platz drei mit 15,3 Prozent Pyrénées-Méditerranée. Occitanie-Pays Catalan bekam 12,1 Prozent, auf dem fünften Platz folgte mit 10 Prozent der Stimmen der Vorschlag Languedoc. Mit breiter Zustimmung stimmte am 24. Juni 2016 der Regionalrat für den Namen Occitanie mit dem Untertitel Pyrénées-Méditerranée sowie die sofortige Verwendung der neuen Bezeichnung. Formell musste der neue Name vom französischen Staatsrat in Kraft gesetzt werden.

## Gliederung
Okzitanien ist mit 72.724 Quadratkilometern die zweitgrößte Region (ohne Überseeregionen). Mit 6.080.731 Einwohnern (Stand: 2022) ist sie nach Einwohnern die fünftgrößte Region. Sie unterteilt sich in die 13 Départements Ariège (Nr. 09), Aude (11), Aveyron (12), Gard (30), Gers (32), Haute-Garonne (31), Hautes-Pyrénées (65), Hérault (34), Lot (46), Lozère (48), Pyrénées-Orientales (66), Tarn (81) und Tarn-et-Garonne (82). Angrenzend sind die Regionen Auvergne-Rhône-Alpes, Provence-Alpes-Côte d’Azur und Nouvelle-Aquitaine sowie an Spanien und Andorra.
Verwaltungssitz der Region ist Toulouse.

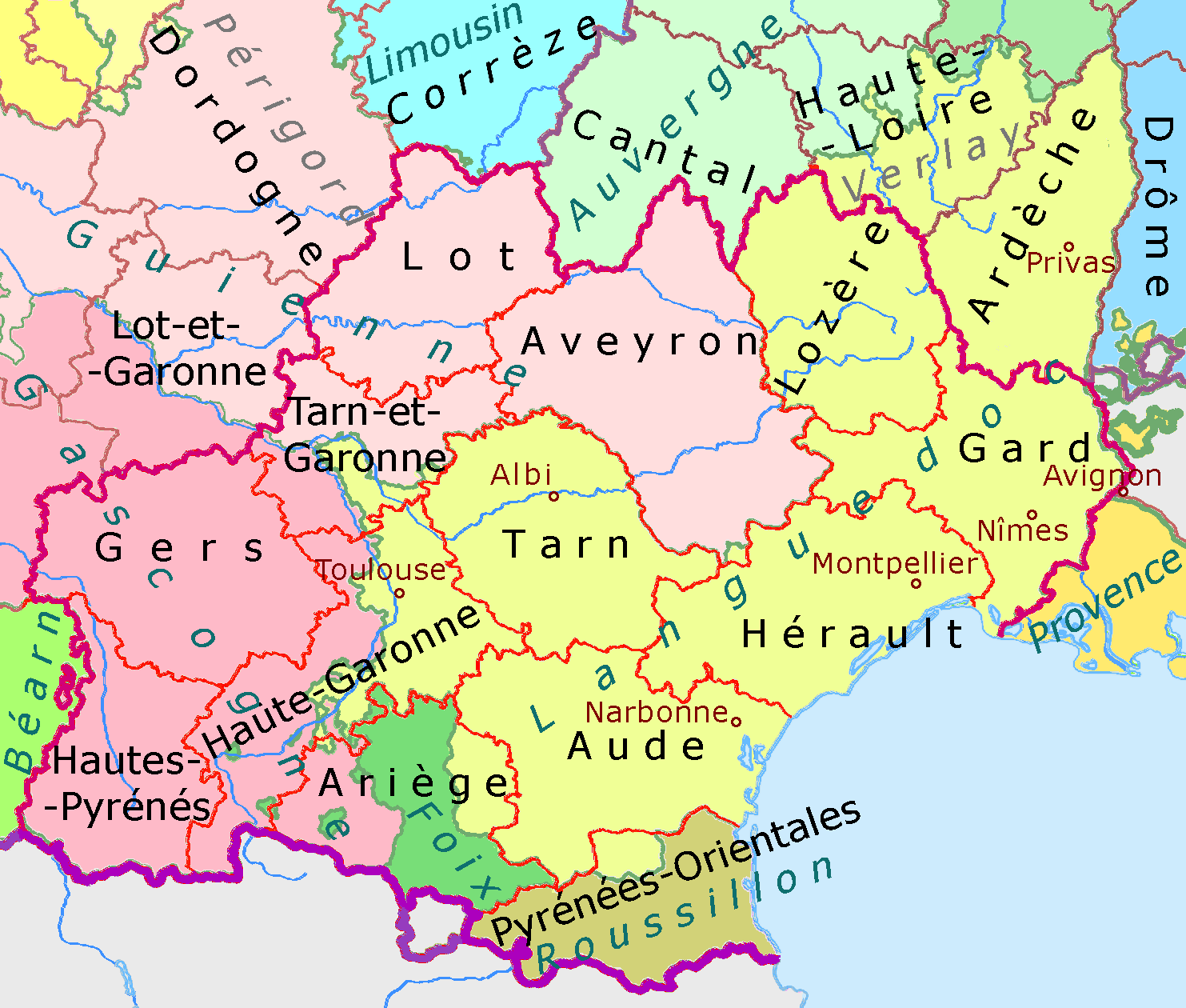
Die Region Occitanie vor dem Hintergrund der Provinz Languedoc des Ancien Régime – mit angrenzenden Gebieten

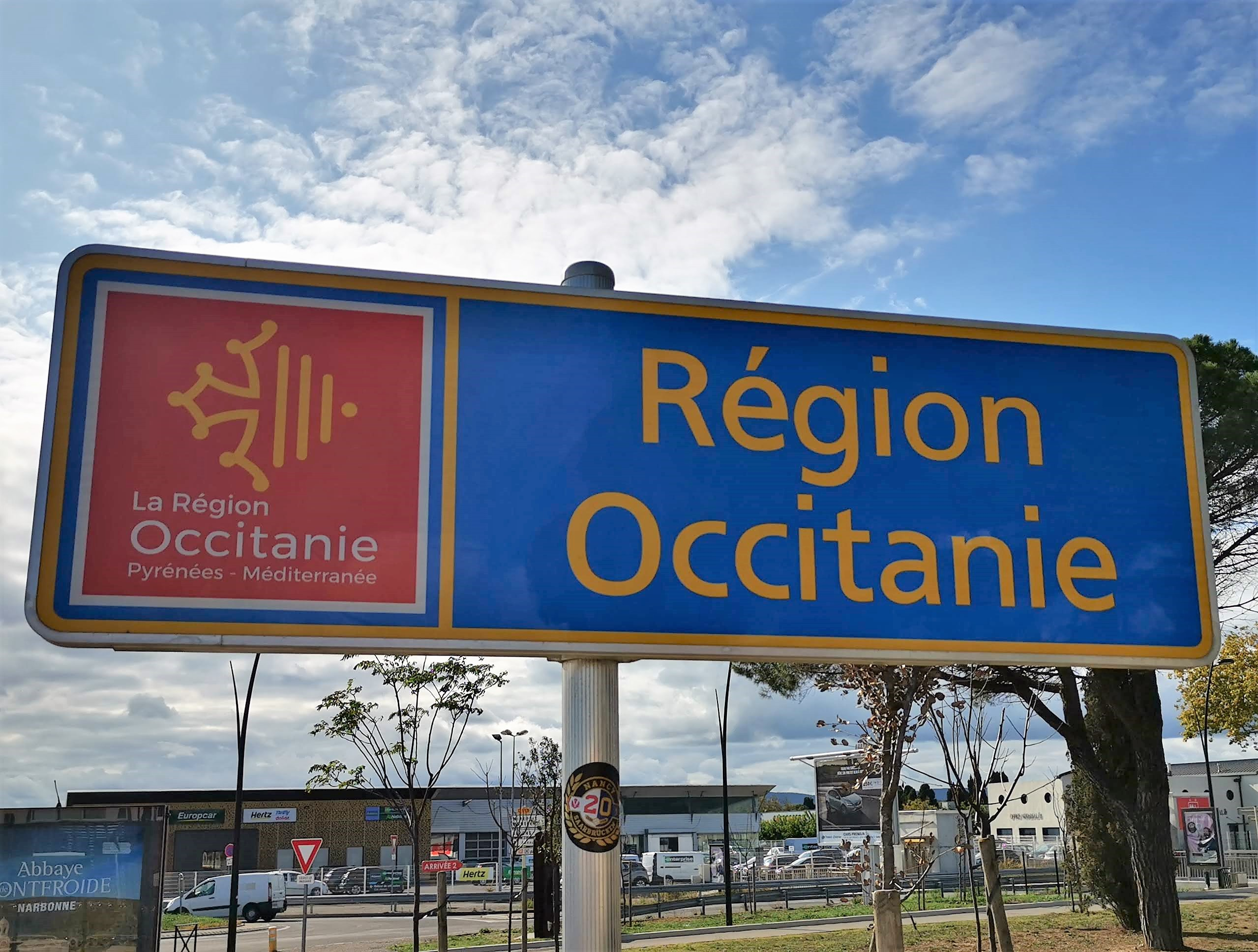
Straßenschild in Carcassonne mit Hinweis auf die Region Okzitanien

## Städte
Die bevölkerungsreichsten Städte der Region Okzitanien sind:
| Stadt       | Einwohner (Jahr) | Département         |
| ----------- | ---------------- | ------------------- |
| Toulouse    | 511.684 (2022)   | Haute-Garonne       |
| Montpellier | 307.101 (2022)   | Hérault             |
| Nîmes       | 150.444 (2022)   | Gard                |
| Perpignan   | 120.996 (2022)   | Pyrénées-Orientales |
| Béziers     | 80.815 (2022)    | Hérault             |
| Montauban   | 62.487 (2022)    | Tarn-et-Garonne     |
| Narbonne    | 56.692 (2022)    | Aude                |
| Albi        | 50.605 (2022)    | Tarn                |
| Carcassonne | 46.429 (2022)    | Aude                |
| Sète        | 45.090 (2022)    | Hérault             |

Die Agglomerationen um die genannten Städte sind jeweils erheblich größer, so hat der Ballungsraum Toulouse etwa eine Million Einwohner.

## Politik

### Politische Gliederung
Okzitanien untergliedert sich in 13 Départements:
| OZ  | = Ordnungszahl des Départements | Arr.  | = Anzahl der Arrondissements  | Gem. | = Anzahl der Gemeinden |
| W   | = Wappen des Départements       | Kant. | = Anzahl der Kantone          |      |                        |
| ISO | = ISO-3166-2-Code               | G.V.  | = Anzahl der Gemeindeverbände |      |                        |

| OZ     | W                                           | Département         | Präfektur   | ISO    | Arr. | G.V. | Kant. | Gem.  | Einwohner 1. Januar 2022 | Fläche (km²) | Dichte (Einw./km²) |
| ------ | ------------------------------------------- | ------------------- | ----------- | ------ | ---- | ---- | ----- | ----- | ------------------------ | ------------ | ------------------ |
| 09     | Wappen des Départements Ariège              | Ariège              | Foix        | FR-09  | 3    | 8    | 13    | 325   | 155.339                  | 4.889,92     | 32                 |
| 11     | Wappen des Départements Aude                | Aude                | Carcassonne | FR-11  | 3    | 10   | 19    | 433   | 377.773                  | 6.138,98     | 62                 |
| 12     | Wappen des Départements Aveyron             | Aveyron             | Rodez       | FR-12  | 3    | 20   | 23    | 285   | 279.736                  | 8.735,12     | 32                 |
| 30     | Wappen des Départements Gard                | Gard                | Nîmes       | FR-30  | 3    | 17   | 23    | 350   | 764.010                  | 5.824,71     | 131                |
| 31     | Wappen des Départements Haute-Garonne       | Haute-Garonne       | Toulouse    | FR-31  | 3    | 19   | 27    | 586   | 1.456.261                | 6.309,34     | 231                |
| 32     | Wappen des Départements Gers                | Gers                | Auch        | FR-32  | 3    | 17   | 17    | 458   | 192.649                  | 6.256,82     | 31                 |
| 34     | Wappen des Départements Hérault             | Hérault             | Montpellier | FR-34  | 3    | 17   | 25    | 341   | 1.217.331                | 6.101,01     | 200                |
| 46     | Wappen des Départements Lot                 | Lot                 | Cahors      | FR-46  | 3    | 10   | 17    | 312   | 175.620                  | 5.216,53     | 34                 |
| 48     | Wappen des Départements Lozère              | Lozère              | Mende       | FR-48  | 2    | 11   | 13    | 152   | 76.503                   | 5.166,88     | 15                 |
| 65     | Wappen des Départements Hautes-Pyrénées     | Hautes-Pyrénées     | Tarbes      | FR-65  | 3    | 10   | 17    | 469   | 231.453                  | 4.464,04     | 52                 |
| 66     | Wappen des Départements Pyrénées-Orientales | Pyrénées-Orientales | Perpignan   | FR-66  | 3    | 12   | 17    | 226   | 492.964                  | 4.116,02     | 120                |
| 81     | Wappen des Départements Tarn                | Tarn                | Albi        | FR-81  | 2    | 16   | 23    | 314   | 396.168                  | 5.757,89     | 69                 |
| 82     | Wappen des Départements Tarn-et-Garonne     | Tarn-et-Garonne     | Montauban   | FR-82  | 2    | 10   | 15    | 195   | 264.924                  | 3.718,28     | 71                 |
| Gesamt | Gesamt                                      | Gesamt              | Gesamt      | Gesamt | 36   | 165  | 249   | 4.446 | 6.080.731                | 73.412,15    | 83                 |

|  |  |  |

### Regionalrat
Ergebnis der Wahl des Regionalrates vom 13. Dezember 2015:
- Liste Carole Delga (Union de la Gauche aus PS, PRG, EELV und FG): 44,81 % = 1.093.091 Stimmen, 93 Sitze
- Liste Louis Aliot (FN): 33,87 % = 826.114 Stimmen, 40 Sitze
- Liste Dominique Reynié (Union de la Droite aus LR und UDI): 21,32 % = 520.028 Stimmen, 25 Sitze